# Какэмоно
Какэмоно (яп. 掛物) — вертикально висящий свиток из бумаги или шёлка, наклеенный на специальную основу, обрамленный парчовой каймой и снабженный по краям деревянными валиками. Может содержать рисунок или быть иероглифическим. Является элементом архитектурного стиля сёин-дзукури, сложившегося в Японии в XV–XVI веках. Как правило, свиток помещается вместе с композицией из цветов в специальной нише — токонома, предназначенной для украшения интерьера.

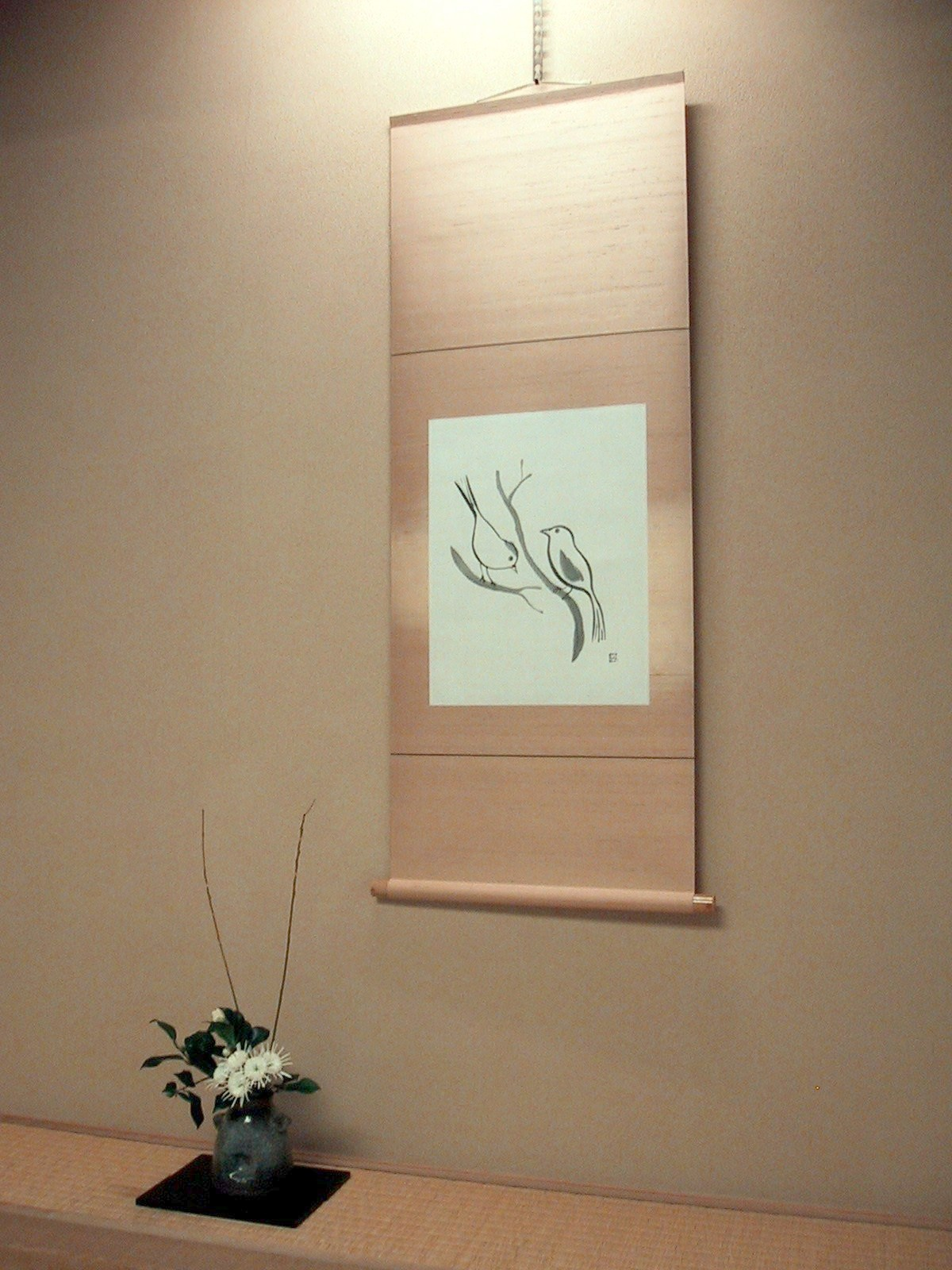

Первоначально получили распространение живописные свитки, выполненные в стиле монохромной живописи суйбокуга. В дальнейшем стали популярны каллиграфические свитки с изысканными стихами.